# Bürgerspitalkirche Waidhofen an der Ybbs

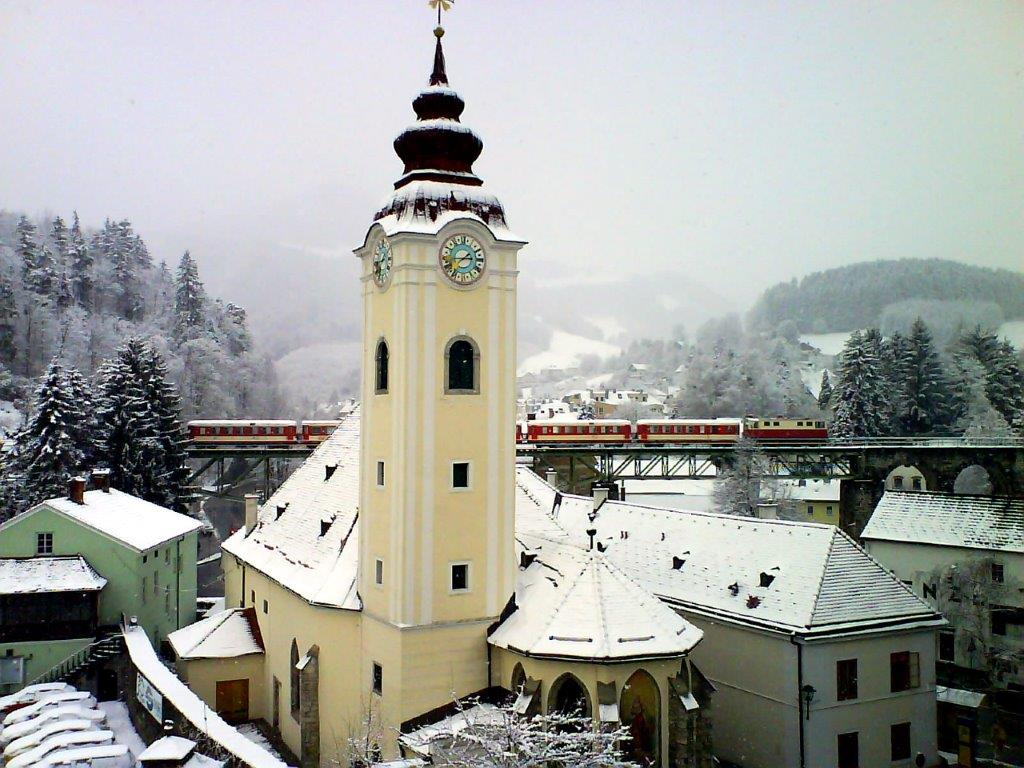
Katholische Bürgerspitalskirche in Waidhofen an der Ybbs

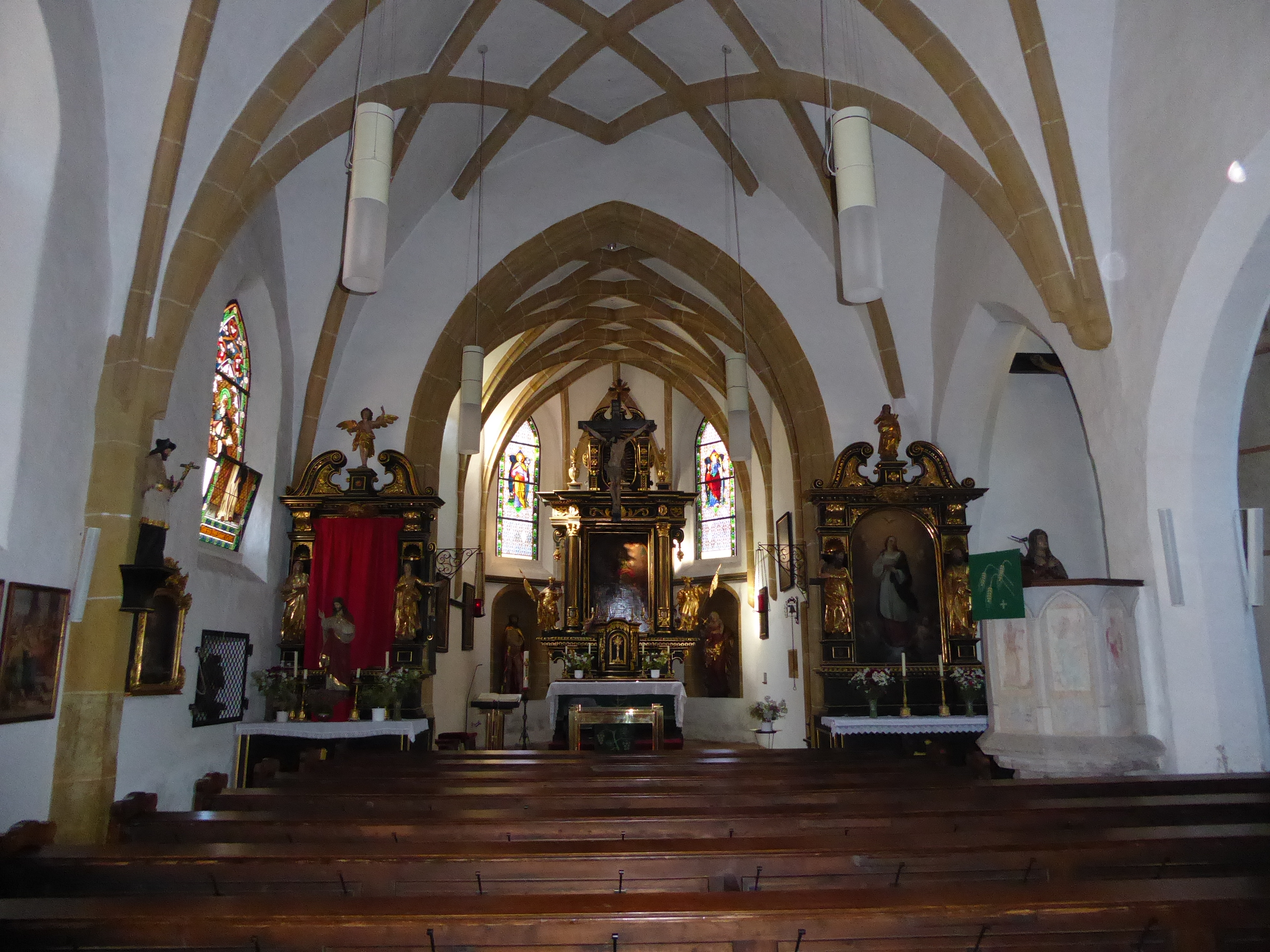
Langhaus, Blick zum Chor

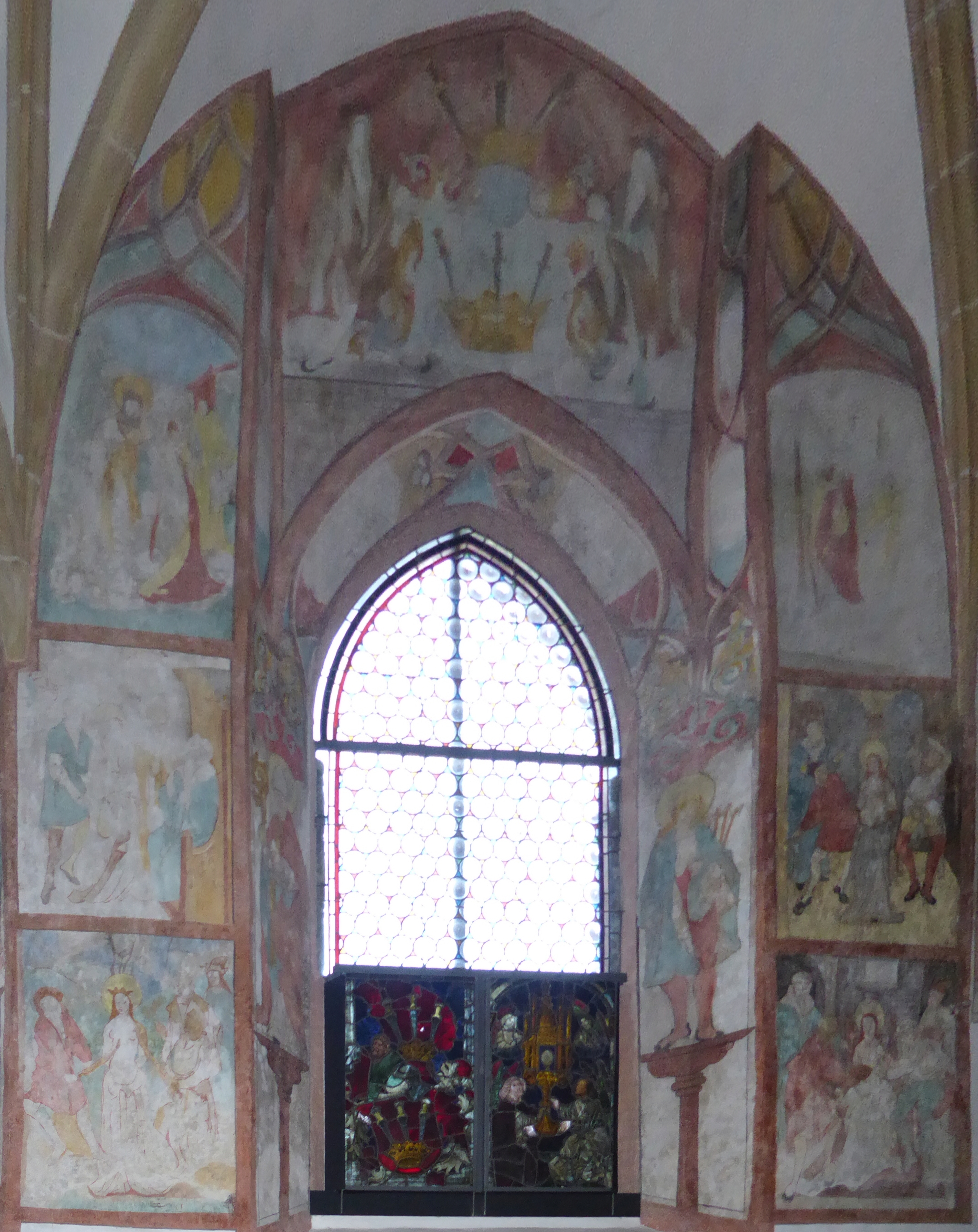
Wandmalereien

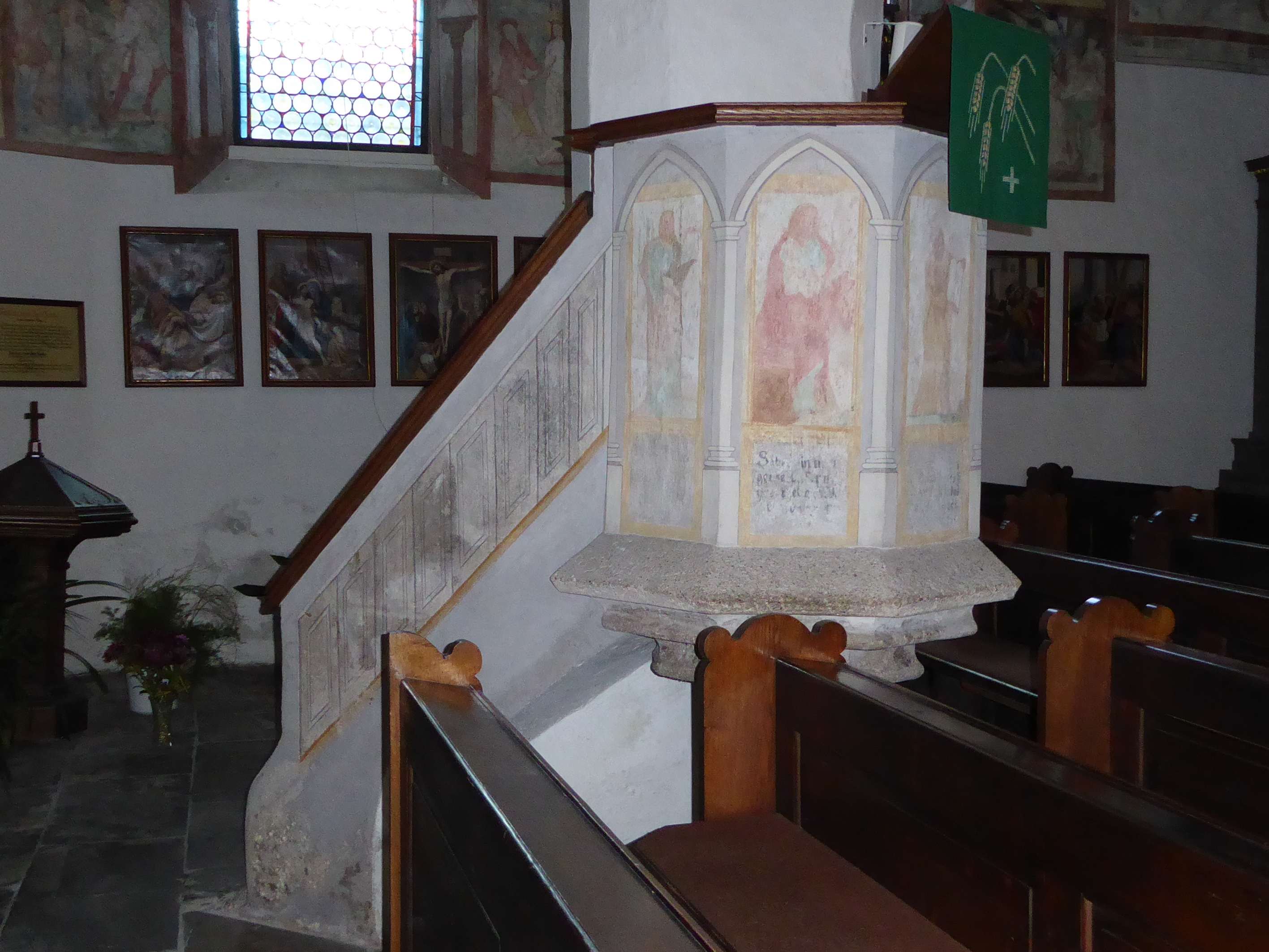
Steinkanzel mit Malereien

Die Bürgerspitalkirche steht baulich mit dem ehemaligen Bürgerspital verbunden in der Statutarstadt Waidhofen an der Ybbs in Niederösterreich. Die dem Patrozinium hl. Katharina von Alexandrien unterstellte römisch-katholische Filialkirche gehört zum Dekanat Waidhofen an der Ybbs der Diözese St. Pölten. Die Kirche dient gleichzeitig als Filiale der evangelischen Pfarrgemeinde Amstetten/Waidhofen. Die Kirche steht unter Denkmalschutz (Listeneintrag).

## Geschichte
1274 entstand eine Stiftung für ein Leprosenhaus durch den Bürger Hugo Eberhard. Als Leprosenhaus zunächst außerhalb der Stadtbefestigung vor dem Weyrer-Tor wurde um 1400 dieser Bereich in den zweiten Mauerring einbezogen und dadurch bedingt das vorgelagerte Spital-Tor errichtet. 1328 wurde das Spital durch Elisabeth von Aragón, die Gemahlin Friedrichs des Schönen, bestiftet.
Die Kirche wurde 1973/1974 restauriert.

## Architektur
Der ungleich zweischiffige Kirchenbau im Kern wohl aus dem 13. Jahrhundert mit einem Zeltdach mit einem schmäleren Südschiff hat im südöstlichen Chorwinkel einen Turm mit einer barocken Haube.
Das Langhaus mit Strebepfeilern hat Spitz-, Rundbogen- und Rundfenster hat südostseitig ein vermauertes Portal mit Stabauflagen zum Seitenschiff, das nordwestliche Hauptportal hat einen spätgotischen Spitzbogen. Der stark eingezogene Chor mit einem Fünfachtelschluss hat abgestufte Strebepfeiler und hohe breite Spitzbogenfenster mit entferntem Maßwerk, an der Stelle des vermauerten Mittelfensters zeigt sich ein Wandbild hl. Katharina mit Engeln. Der mächtige fünfgeschoßige Turm aus 1777 steht in Verlängerung des Seitenschiffes und zeigt gemalte paarige Rieseneckpilaster über einem genuteten Sockelgeschoß mit einem barocken Glockengeschoß, er trägt über Uhrengiebeln eine zweifach eingeschnürte Zwiebelhaube.
Das Kircheninnere zeigt ein zweischiffiges Langhaus mit spitzbogigen Pfeilerarkaden zu den Schiffen geöffnet, das vierjochige Hauptschiff aus der Mitte des 15. Jahrhunderts hat ein engmaschiges Rautennetzrippengewölbe auf Konsolen. Das breite Emporenjoch ist im Hauptschiff abgemauert und im damit entstanden Raum besteht ein Durchgang zum ehemaligen Bürgerspital. Ebendort ein spätgotisches Portal zum Emporenaufgang mit einer gotischen Treppe mit dem Steingeländer zum ehemaligen Krankensaal auf der Höhe der Empore. Das fünfjochige Seitenschiff um 1470 mit einem abgeschrägten Ostjoch hat ein Netzrippengewölbe mit einer Wirbelkonfiguration auf spitz zulaufenden Ansätzen.
Der spitzbogige profilierte Triumphbogen ist eingezogen. Der zweijochige Chor mit einem Fünfachtelschluss hat ein Netzrippengewölbe auf Hängediensten, südlich im Chor ist ein Rechteckportal und ein gotisches Guckfenster zur Sakristei.
Wandmalerei aus dem Anfang des 16. Jahrhunderts wurde 1974 freigelegt.

## Ausstattung
Die drei frühbarocken Altäre entstanden um 1634.
Die spätgotische polygonale Steinkanzel über einem gedrehten Schaft zeigt am Korb Malereireste der Evangelisten.
Die Orgel aus der Mitte des 19. Jahrhunderts hat ein neugotisches Gehäuse. Eine Glocke nennt F. S. Hollederer 1863.